# Ekklésziasztérion

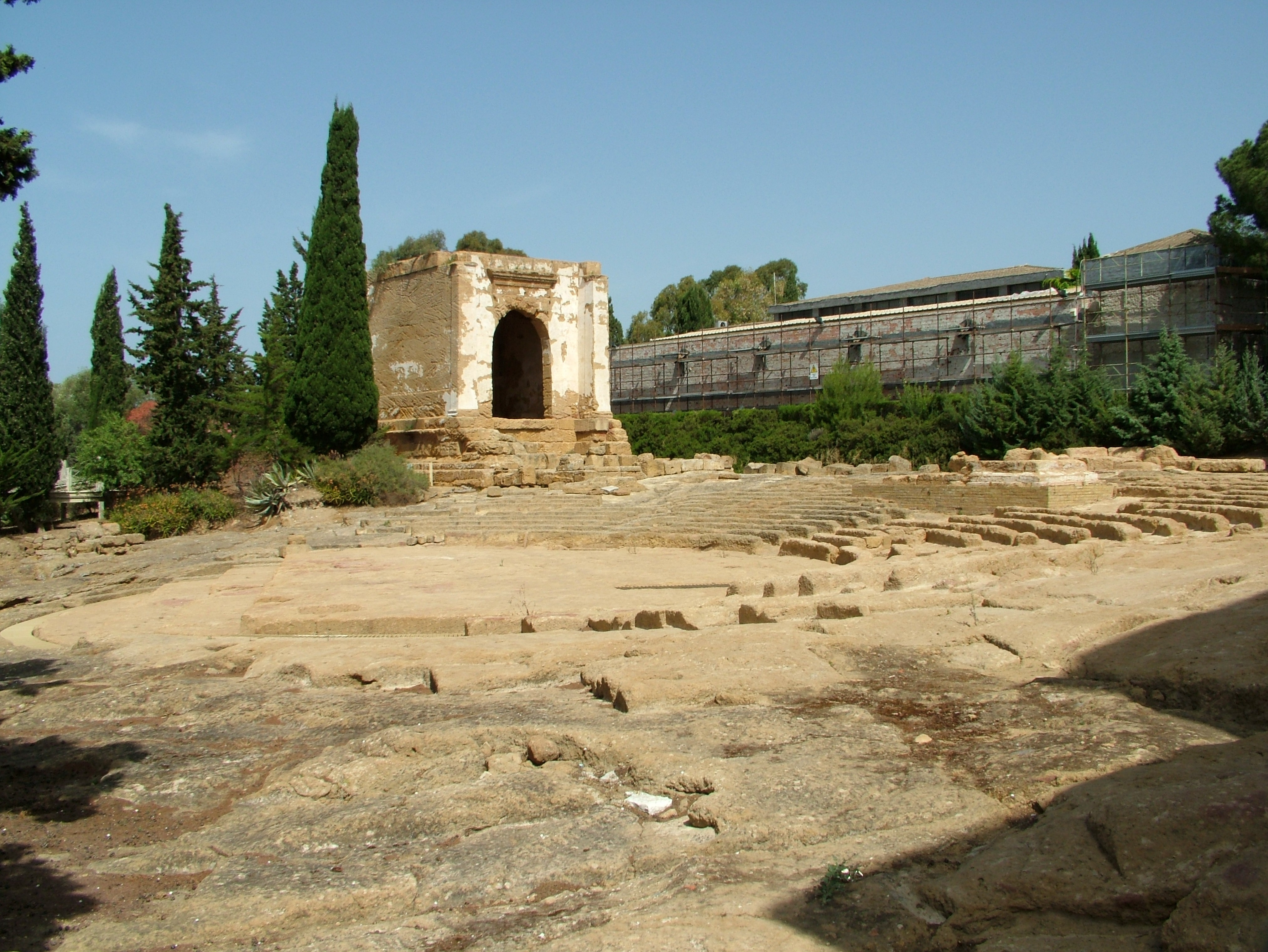
Ekklésziasztérion Agrigento (Szicília)

Az ekklésziasztérion a görög városállamokban az ekklészia, azaz a város népgyűlésének tanácskozási tere, ahol minden teljes jogú polgár részt vehetett. A buleutérion ezzel szemben a város tanácsának (bulé) tanácskozási tere volt.
Az ekklésziasztérion általában az ógörög színházakhoz hasonlóan egymás mögötti, egyre magasabbra helyezett kőpadokból állt, melyek félkörök formájában azok centrumában lévő színpadot vettek körül. Akragaszban, Szicíliában az ekklésziasztérionban például 20 ilyen sorban álltak az ülések. A legrégibb ekklésziasztériont Metapontban találhatjuk, ami az i. e. 7. században épült.

## Fordítás
Ez a szócikk részben vagy egészben  az   Ekklesiasterion című német Wikipédia-szócikk ezen változatának fordításán alapul.  Az eredeti cikk szerkesztőit annak laptörténete sorolja fel. Ez a jelzés csupán a megfogalmazás eredetét és a szerzői jogokat jelzi, nem szolgál a cikkben szereplő információk forrásmegjelöléseként.